# Proactenis sisir
Proactenis sisir är en fjärilsart som beskrevs av Diakonoff 1941. Proactenis sisir ingår i släktet Proactenis och familjen vecklare. Inga underarter finns listade i Catalogue of Life.